# Strand-Tausendgüldenkraut
Das Strand-Tausendgüldenkraut (Centaurium littorale, Syn.: Erythraea littoralis), auch Salz-Tausendguldenkraut genannt, ist eine Art  aus der Gattung der Tausendgüldenkräuter (Centaurium) innerhalb der Familie Enziangewächse (Gentianaceae).

## Beschreibung
Das Strand-Tausendgüldenkraut ist formenreich.

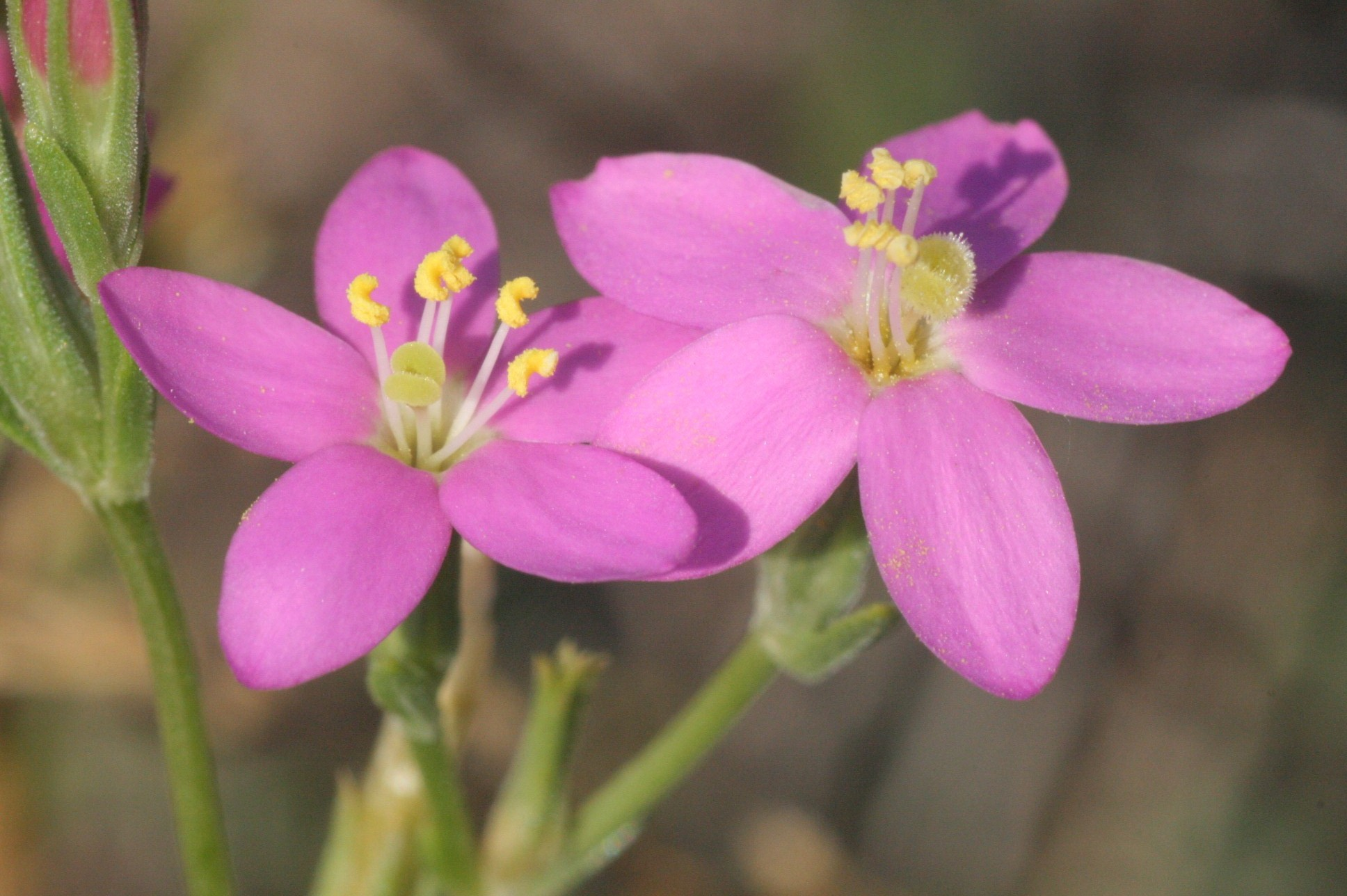
Blüten mit purpurfarbenen Kronblättern

### Vegetative Merkmale
Das Strand-Tausendgüldenkraut wächst als einjährige krautige Pflanze und erreicht Wuchshöhen von 5 bis 25, selten bis zu 40 Zentimetern. Der Stängel ist kantig, aufrecht und erst im oberen Bereich verzweigt; seltener ist er einfach.
Die Laubblätter sind in einer grundständigen Rosette und kreuzgegenständig am Stängel verteilt. Die ganzrandigen, etwas fleischigen Stängelblätter sind schmal, linealisch-länglich bis linealisch und meist dreinervig.

### Generative Merkmale
Die Hauptblütezeit reicht von Juli bis September. Die Blüten öffnen sich nur bei Sonnenschein. Die Anlage des Blütenstand ist schon in unteren Bereichen gabelästig ausgebildet und erscheint dicht büschelig. Die Blüten stehen zuerst in einer flachen Trugdolde gleich hoch, später sind sie spirrenartig auseinandergezogen und stehen in verschiedener Höhe.
Die zwittrige Blüte ist radiärsymmetrisch und fünfzählig mit doppelter Blütenhülle. Die Blüte ist bis zu 12 Millimeter groß. Der Kelch ist beim Aufblühen fast so lang wie die Kronröhre. Die Blütenkrone ist rosafarben. Die Blütenkronzipfel sind fast so lang wie die Kronröhre.
Die Chromosomenzahl beträgt 2n = 40.

## Vorkommen
Das streng geschützte Strand-Tausendgüldenkraut ist von Nord-, Ost- und Mitteleuropa westwärts bis Frankreich, Großbritannien, Irland und Portugal verbreitet, die Vorkommen sind jedoch unbeständig.
Strand-Tausendgüldenkraut kommt zerstreut auf sonnigen, frischen bis wechselfeuchten, häufig kiesig-sandigen sowie kalk- oder salzhaltigen Küsten- und Binnenland-Standorten vor. Es gedeiht auf feuchten, torfigen Wiesen, hier oft auf Ameisenhaufen oder Maulwurfshaufen, in flachen Dünentälern und in ausgetrockneten Gräben. Nennenswerte lokale Häufungen von Centaurium littorale bestehen fast ausschließlich in grasigen Dünenbereichen. Nur dort kann diese gedrungene Pflanze als weitgehend beständig gelten. An der Küste ist sie eine Charakterart des Centaurio litoralis-Saginetum nodosae aus dem Verband Saginion maritimae.

## Systematik
Die Erstbeschreibung erfolgte 1805 unter dem Namen (Basionym) Chironia littoralis durch Dawson Turner in The Botanist's guide through England and Wales, 2, S. 469. Die Neukombination zu Centaurium littorale (Turner) Gilmour wurde 1937 durch John Scott Lennox Gilmour in Bulletin of Miscellaneous Information, Royal Gardens, Kew. Kew 1937, S. 498 veröffentlicht. Weitere Synonyme für Centaurium littorale (Turner) Gilmour sind: Erythraea intermedia Wheldon, Centaurium intermedium (Wheldon) Druce, Centaurium vulgare Rafn.
Je nach Autor gibt es etwa zwei Unterarten:
- Centaurium littorale subsp. littorale (Syn.: Centaurium littorale var. glomeratum (Wittr.) Melderis, Centaurium glomeratum (Wittr.) Druce)[3]
- Centaurium littorale subsp. compressum (Hayne) Kirschner (Syn.: Centaurium littorale subsp. uliginosum Rothm. ex Melderis)[3]: Sie kommt in Süd- und Mitteleuropa und in der Ukraine vor.[4] In Mitteleuropa kommt sie nur an Binnensalzstellen vor.[2]

## Bilder der UnterartCentaurium littoralesubsp.compressum

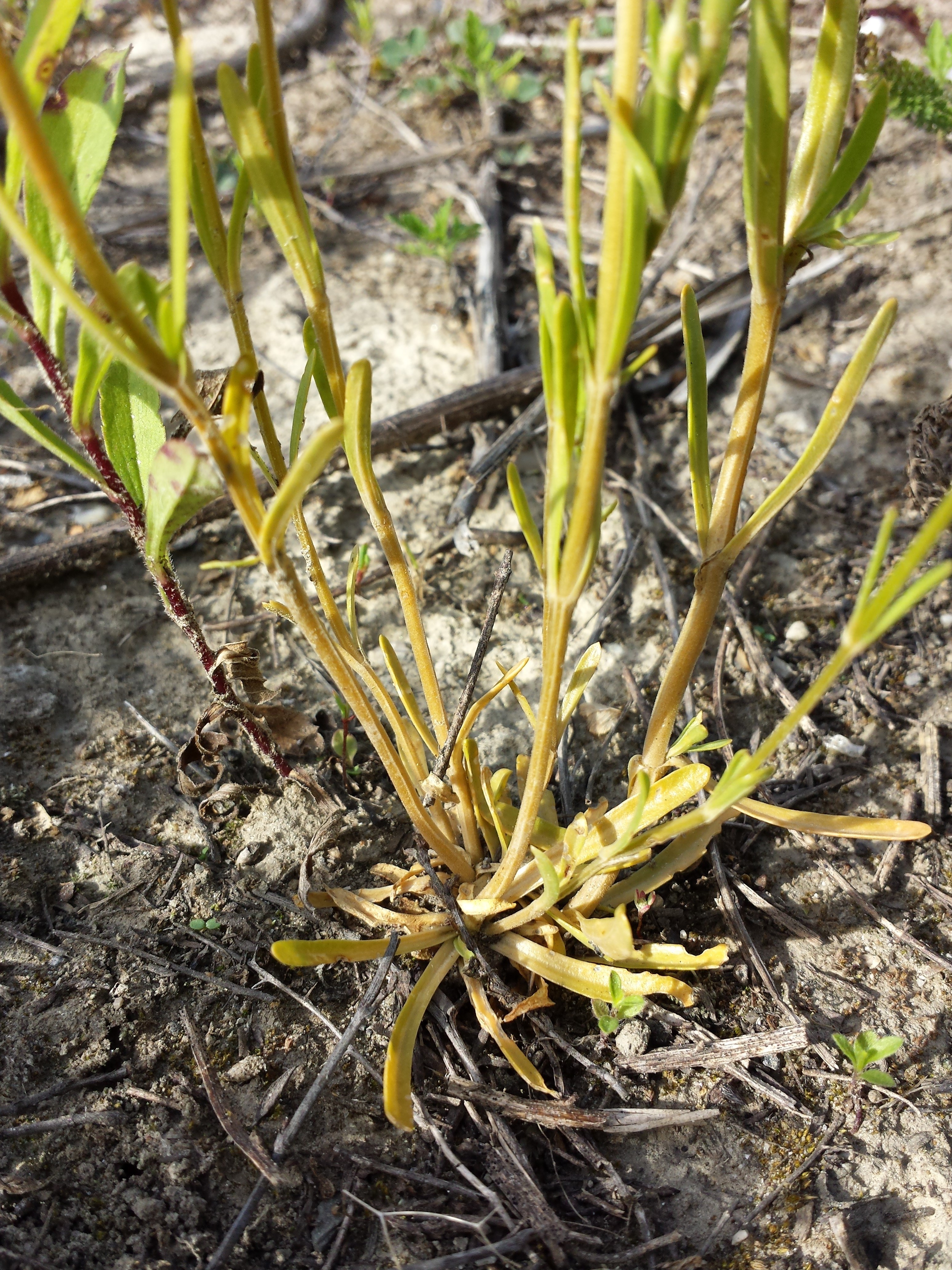
Grundrosette mit länglich bis linealisch-spateligen und weniger als 6 Millimeter breiten Blättern
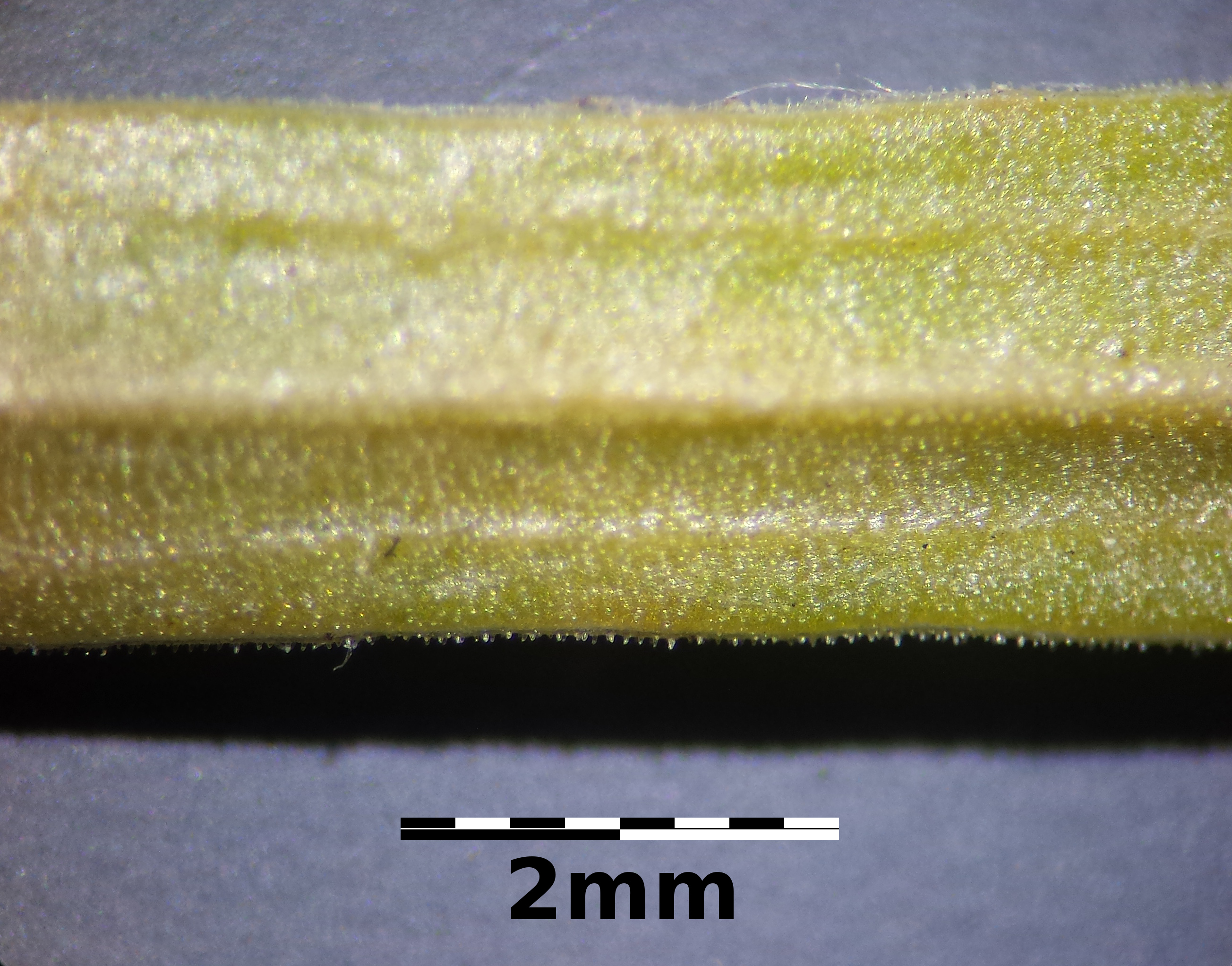
Stängelblattunterseite mit papillösen Rändern
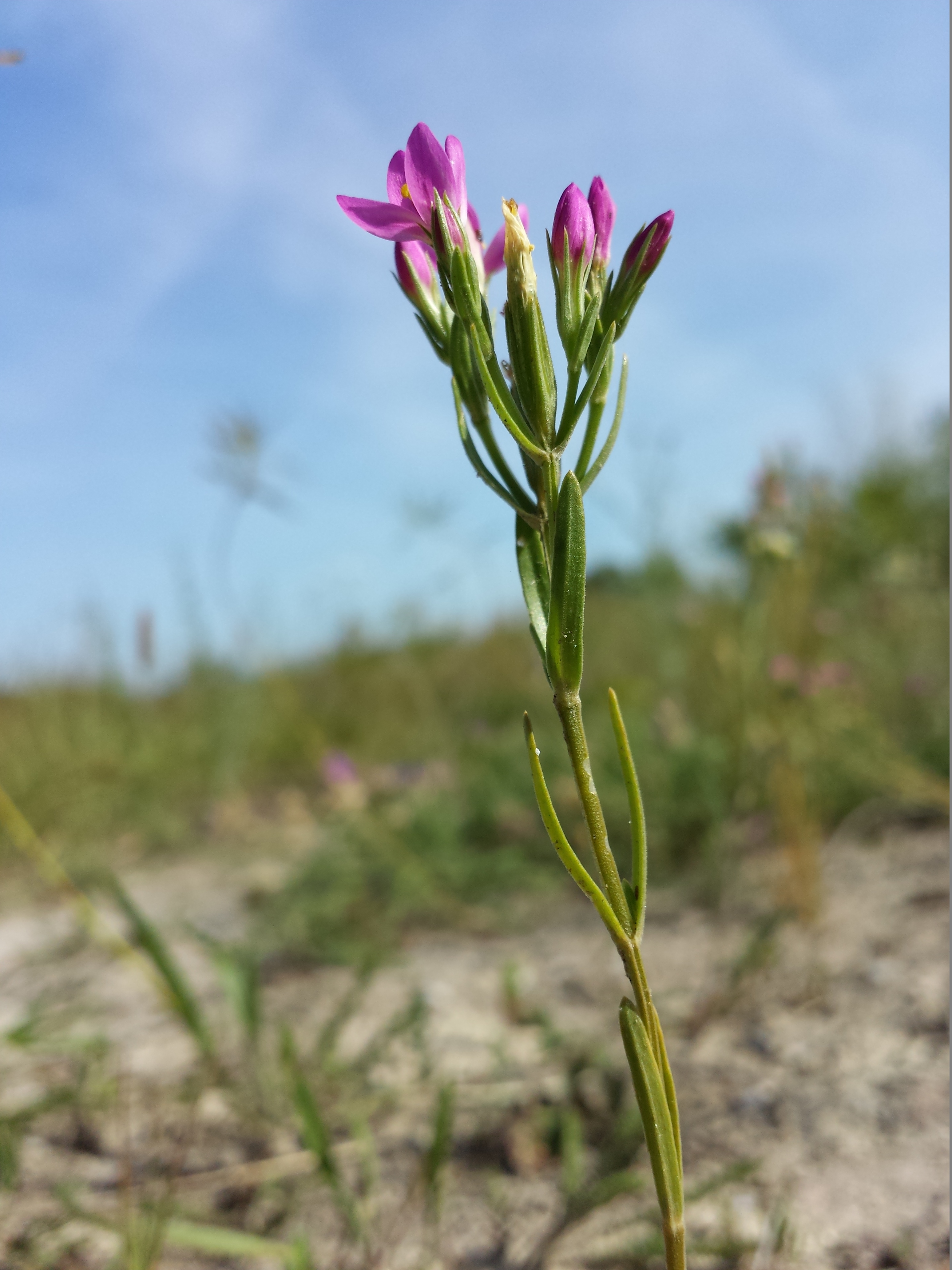
Blütenstand mit 0 bis 1 Millimeter lang gestielten Endblüten